# Giant-Size X-Men
Giant-Size X-Men foi uma revista lançada pela Marvel Comics em maio de 1975 na qual os Novos X-Men fizeram sua estreia. Escrita por Len Wein, e com desenhos de Dave Cockrum, essa edição especial de 68 páginas fechou o lapso de cinco anos sem que os X-Men tivessem historias inéditas. Cronologicamente a história se passa imediatamente antes dos eventos mostrados em Uncanny X-Men #94.

## História
Quando a equipe original desaparece durante a missão de investigar o misterioso sinal de atividade mutante vindo da ilha de Krakoa o Professor X cria uma equipe de resgate formada por poderosos mutantes, dos quais ele já sondava para serem os novos X-Men.
Esse novo grupo incluía Tempestade, Colossus, Noturno, Pássaro Trovejante, Wolverine (personagem criado para a revista do Incrível Hulk), Banshee e Solaris (que já haviam aparecido em edições anteriores da equipe mutante).
Os Novos X-Men liderados por Ciclope (único da equipe original a escapar de Krakoa) rumam para o Pacifico Sul onde travam uma batalha contra a própria ilha, que se revela como um eco-sistema vivo mutante se alimentando da energia de outros mutantes.
Resgatados pela nova equipe os X-Men Originais se unem a eles na luta contra a ilha-monstro. Só então a criatura encontra seu fim ao ser lançada ao espaço graças aos poderes combinados de Tempestade e Solaris.
A aventura termina quando, vitoriosos, os heróis mutantes retornarem para casa com o dilema de serem agora uma equipe de 13 X-Men.

## Curiosidades
A capa dessa revista serviu de inspiração para muitas outras, como: Uncanny X-Men #254, X-Men #70, X-Statix#1 e do 1º número de X-Men: Deadly Genesis, mini-série de 6 partes lançada como um retcon dos eventos Giant-Size X-Men #1.
A única aparição do Fera é mesmo na capa da revista, uma vez que Hank McCoy vivia suas próprias aventuras na série Amazing Adventures.
Os raios óticos do Ciclope, que estavam incontroláveis no inicio da história, só foram contidos com o novo visor de quartzo-rubi criado pelo Professor X. Essa versão melhorada Ciclope usa até hoje.
Os Novos X-Men foram, na época, a equipe mais internacional da Marvel, com integrantes vindos do Quênia, Alemanha, Canadá, Estados Unidos, Irlanda, Japão e Rússia.
Embora Tempestade fosse encontrada pelo professor Xavier na África, a verdadeira naturalidade dela era americana, como mostrada em Uncanny X-Men#102.
Originalmente os designs de Tempestade e Noturno seriam usados por Dave Cockrum como base de dois novos membros da Legião dos Super-Heróis, da DC Comics.
No principio Len Wein pensou em usar Colossus como o líder da nova equipe, mas essa ideia foi logo abandonada.
No Brasil, a origem dos Novos X-Men foi publicada pela Editora Abril em Superaventuras Marvel nº 16 e X-Men Classic nº1.